# ルメートル (小惑星)
ルメートル (1565 Lemaître) は、軌道が火星軌道と交叉する火星横断小惑星である。シルヴァン・アランがベルギー王立天文台で発見した。
膨張宇宙論を提唱したベルギー出身のカトリック司祭、宇宙物理学者、ジョルジュ・ルメートルに因んで名付けられた。